# Sveriges Ekumeniska Kvinnoråd
Sveriges Ekumeniska Kvinnoråd (SEK) är en ideell organisation för lokala ekumeniska kvinnoråd, kvinnoorganisationer och enskilda i Sverige.

## Historia
Sveriges Ekumeniska Kvinnoråd bildades 1959 genom sammanslagningen av  Svenska missionsrådets kvinnokommitté (grundad 1914) och Svenska kvinnors samarbetskommitté (grundad 1935). Elsa Cedergren, som grundat den senare av organisationerna var ordförande för föreningen fram till 1971.

## Organisation
Organisationen består av enskilda medlemmar, lokala ekumeniska kvinnoråd runt om i Sverige samt medlemsorganisationerna Kvinnor för Mission, Kvinnor i Svenska Kyrkan, EQ Kvinna och Forum för prästvigda kvinnor. Sveriges Ekumeniska Kvinnoråd är den svenska organisation som samordnar arbetet med den Internationella bönedagen.
Sveriges Ekumeniska Kvinnoråd är en av medlemsorganisationerna i paraplyorganisationen Operation 1325, en organisation som arbetar för att implementera FN:s säkerhetsrådsresolution 1325. 